# Eduard Wechssler
Eduard Wechssler (* 19. Oktober 1869 in Ulm; † 29. Januar 1949 in Sontheim an der Brenz) war ein deutscher Romanist, Philologe und Literaturwissenschaftler.

## Leben und Werk
Wechssler studierte zuerst in Tübingen (und gehörte zum Evangelischen Stift), später in München, Heidelberg und vor allem Halle. An der Universität Halle-Wittenberg promovierte er 1893 bei Hermann Suchier über Die romanischen Marienklagen und habilitierte sich 1895 (nach Parisaufenthalt) mit einer Untersuchung Über die verschiedenen Redaktionen des Robert von Borron zugeschriebenen Graal-Lancelot-Cyklus. 1904 wurde er an die Universität Marburg berufen, wo er schon seit 1901 einen Lehrauftrag hatte. In Marburg war er zunächst außerordentlicher, ab 1909 ordentlicher Professor für romanische Philologie. 1920 folgte er einem Ruf nach Berlin, wo er Heinrich Morf nachfolgte, und blieb dort bis zu seiner Emeritierung 1937, wo ihm Emil Winkler folgte. Pionierhaft war Wechssler in der Berücksichtigung der neueren und neuesten französischen Literatur und in dem lebendigen Kontakt zu ihren Vertretern, von denen viele 1926–1934 in seinem Berliner Seminar zu Gast waren.
Zu seinem 60. Geburtstag widmeten ihm Schüler und Freunde die Festschrift Philologisch-Philosophische Studien. 1936 wurde er Direktor des "Instituts Portugal-Brasilien". Wechssler war Ehrendoktor der Universität Coimbra. Seit 1904 war Wechssler Ehrenmitglied des Akademisch-Neuphilologischen Vereins Marburg, der späteren Marburger Burschenschaft Rheinfranken, und seit 1920 der Neuphilologischen Verbindung Brandenburgia Berlin.

## Weitere Werke
- Die Sage vom heiligen Gral in ihrer Entwicklung bis auf Richard Wagners Parsifal, Halle (Saale) 1898
- Das Kulturproblem des Minnesangs. Bd. I: Minnesang und Christentum, Halle 1909 (Bd. II: Minnesang und Rittertum, nicht erschienen)
- Paul Verlaine, Marburg 1914
- Die Franzosen und Wir. Der Wandel in der Schätzung deutscher Eigenart 1871–1914, Jena 1915
- Molière als Philosoph, Marburg 1910, 2. A. 1915
- Wege zu Dante, Halle 1922
- Was der Deutsche vom französischen Nationalcharakter wissen muss, in: Deutsche Allgemeine Zeitung, 4. Februar 1923.
- Esprit und Geist, Bielefeld 1927
- Die Generation als Jugendreihe und ihr Kampf um die Denkform, Leipzig 1930
- Jugendreihen des deutschen Menschen 1733–1933, Leipzig 1934
- Hellas im Evangelium, Berlin 1936, 2. A. Hamburg 1947

## Nachrufe
- Klaus Geisler, in: Neuphilologische Zeitschrift 1, 1949, Heft 3, S. 60–62
- Walter Mönch, in: Archiv für das Studium der neueren Sprachen 187, 1950, S. 83–86
- Kurt Wais, in: Schwäbisches Tagblatt, 9. Februar 1949